# August Fager
August Oliver Fager, detto Gus (Perniö, 25 dicembre 1891 – Lake Worth, 17 novembre 1967), è stato un mezzofondista statunitense.

## Biografia
Nel 1924 partecipò ai Giochi olimpici di Parigi, conquistando l'argento nella corsa campestre a squadre insieme ad Earl Johnson e Arthur Studenroth.

## Palmarès
| Anno | Manifestazione  | Sede   | Evento          | Risultato | Prestazione | Note |
| ---- | --------------- | ------ | --------------- | --------- | ----------- | ---- |
| 1924 | Giochi olimpici | Parigi | Cross           | 8º        | 37'40"6     |      |
| 1924 | Giochi olimpici | Parigi | Cross a squadre | Argento   | 14 p.       |      |